# Форт герцога Браганського
Форт герцога Браганського (порт. Forte Duque de Bragança) — зруйнований форт, розташований на острові Саль-Рей біля північно-західного узбережжя острова Боа Вішта у Кабо-Верде. Форт був названий на честь герцога Браганського. Форт виходить на узбережжя, де якірні стоянки вимагали захисту від піратства та набережних набігів, які були поширеними в той час в Атлантичному океані. Острів виробляв сіль, яка приваблювала міжнародну торгівлю та багатство. Острів було пограбовано у 1815 та 1817 роках; це призвело до будівництва форту в 1818 році. Будучи сьогодні у руїнах, форт був частково розкопаний Кембриджським університетом.